# Баљивац
Баљивац је насељено мјесто у Босни и Херцеговини у Општини Равно које административно припада Федерацији Босне и Херцеговине. Према попису становништва из 1991. у насељу је живјело 11 становника.

## Становништво
| Националност       | 1991. | 1981. | 1971. | 1961. |
| Срби               | 11    | 16    | 57    |       |
| Југословени        | 10    |       |       |       |
| остали и непознато |       |       |       |       |
| Укупно             | 11    | 26    | 57    | '     |

| Демографија | Демографија | Демографија |
| Година      | Становника  | Становника  |
| ----------- | ----------- | ----------- |
| 1961.       | 63          |             |
| 1971.       | 57          |             |
| 1981.       | 26          |             |
| 1991.       | 11          |             |